# 王文义 (1931年)
王文义（1931年1月—），男，辽宁沈阳人，中华人民共和国政治人物，曾任中国民主同盟中央委员会委员，佳木斯市政协副主席，第七、八届全国政协委员。